# Канск (аэродром)
Канск (Да́льний) — военный аэродром в Красноярском крае, расположенный юго-западнее города Канска (Центральный военный округ). 
По состоянию на 2016 год на аэродроме дислоцируется авиагруппа из состава 6979-й авиабазы (бывший 712-й гвардейский истребительный авиаполк), на вооружении которой состоят истребители-перехватчики МиГ-31. 
В декабре 2012 года на вооружение Канской авиагруппы поступили шесть модернизированных истребителей МиГ-31БМ. Тем самым авиагруппа полностью перевооружена на МиГ-31БМ. Авиационная группа «Канск» несёт боевое дежурство по противовоздушной обороне административных, промышленных и военных объектов в зоне своей ответственности.

## История
Ранее на вооружении полка состояли МиГ-15, МиГ-17 и Су-15ТМ. 712-й ГвИАП воевал в Великую Отечественную войну сначала на истребителях И-16, а затем и на Ла-5. До Великой Отечественной войны полк базировался на Дальнем Востоке и принимал участие в приграничных конфликтах.
С середины 1980-х до 1994 года на аэродроме базировался 15 ОАСО (Отдельный авиационный спасательный отряд), на вооружении которого состояли аэросани-амфибия Туполева, Ми-8Т, Ан-12БП.
До середины 1990-х на аэродроме также базировался 662-й учебный полк 22-й школы воздушных стрелков-радистов, (в/ч 15435), на вооружении которого состояли самолёты L-39, Ан-2, Ан-24 ВСР.
Между городом и аэродромом расположена ныне недействующая ВПП длиной 2000 метров (бывший аэродром «Канск (Центральный)» 56°09′36″ с. ш. 95°42′41″ в. д., закрытый в 1990-х).

## Аварии и происшествия
- В апреле 2008 года произошло серьёзное авиационное происшествие. На 21-й минуте полета, на высоте 16213 м и истинной скорости 2414 км/ч произошел срыв откидной части фонаря первой кабины, в которой находился подполковник Козицкий К. Н. и разгерметизация обеих кабин самолёта МиГ-31. Экипаж предпринял действия к снижению скорости и высоты в условиях крайне низких температур (ниже −55 градусов по Цельсию), а затем совершил благополучную посадку на аэродроме. За проявленное мужество и высокий профессионализм экипаж в составе подполковников Владимира Приходько и Константина Козицкого был представлен к государственным наградам[4].